# Ormboet
Ormboet (originaltitel: Le Nœud de vipères) är en roman av François Mauriac, utgiven i Frankrike år 1932. Bokförlaget Bonniers utgav boken på svenska samma år i översättning av Axel Claëson. 

## Handling
Den rike gamle advokaten Louis försöker göra sin fru och sina barn arvlösa. Själv är han fylld av hat mot sin familj, medan de försöker smida planer för att komma åt arvet.